# NGC 2300
NGC 2300 é uma galáxia elíptica (E-S0) localizada na direcção da constelação de Cepheus. Possui uma declinação de +85° 42' 33" e uma ascensão recta de 7 horas, 32 minutos e 20,3 segundos.